# Lina Kačiušytė
Marina Kosjevaja (Vilnius, 1 januari 1963) is een Sovjet-Litouws zwemmer.

## Biografie
In 1978 werd Kosjevaja wereldkampioen op de 200m schoolslag in een wereldrecord.
Kosjevaja won tijdens de Olympische Zomerspelen van 1980 in eigen land de gouden medaille medaille op de 200m schoolslag in een olympisch record.

## Internationale toernooien
| Jaar | Olympische Spelen                    | Wereldkampioenschappen                 |
| ---- | ------------------------------------ | -------------------------------------- |
| 1978 |                                      | 200m schoolslag · 5e 4x100m vrije slag |
| 1979 |                                      |                                        |
| 1980 | 7e 100m schoolslag · 200m schoolslag |                                        |

1924: Lucy Morton ·
1928: Hilde Schrader ·
1932: Clare Dennis ·
1936: Hideko Maehata ·
1948: Nel van Vliet ·
1952: Éva Székely ·
1956: Ursula Happe ·
1960: Anita Lonsbrough ·
1964: Galina Prozoemensjtsjikova ·
1968: Sharon Wichman ·
1972: Beverley Whitfield ·
1976: Marina Kosjevaja ·
1980: Lina Kačiušytė ·
1984: Anne Ottenbrite ·
1988: Silke Hörner ·
1992: Kyoko Iwasaki ·
1996: Penelope Heyns ·
2000: Ágnes Kovács ·
2004: Amanda Beard ·
2008: Rebecca Soni ·
2012: Rebecca Soni ·
2016: Rie Kaneto ·
2020: Tatjana Schoenmaker ·
2024: Kate Douglass